# Hangody László
Hangody László (Kiskunhalas, 1958. május 20. –) Széchenyi-díjas magyar orvos, traumatológus, ortopéd sebész, egyetemi tanár, a Magyar Tudományos Akadémia rendes tagja. Kutatási területe a porcsérülések, a porcfelszínképzés, egyes ezzel kapcsolatos átültetések alkalmazása a klinikai gyakorlatban, valamint a térdszalagsérülések. Jelentős eredménye az 1992-ben bevezetett úgynevezett autológ osteochondralis mozaikplasztika, amely az egyik leggyakrabban alkalmazott porcfelszínképző eljárásává vált. 2002-től az Uzsoki Utcai Kórház ortopéd-traumatológiai osztály osztályvezető főorvosa.

## Életpályája
Az általános iskolát Nagykátán végezte. 1976-ban a budapesti Vörösmarty Mihály Gimnáziumban érettségizett, majd a Semmelweis Orvostudományi Egyetem Általános Orvosi Karán 1982-ben szerzett diplomát. Már egyetemi évei alatt az Uzsoki Utcai Kórház ortopéd-traumatológiai osztályán műtősként, majd diplomázása után ugyanott először segédorvosként, majd a ranglétrát végigjárva szak- és alorvosként, adjunktusként, végül főorvosként dolgozott. 1986-ban ortopéd, 1988-ban pedig traumatológiai szakorvosi vizsgát tett. 2002-ben az osztály vezetésével bízták meg. Kórházi munkái mellett 2003-tól (habilitációját követően) a Debreceni Egyetem Orvos- és Egészségtudományi Centrumának egyetemi magántanárává, 2010-ben a Semmelweis Egyetem traumatológiai tanszékének tanszékvezető egyetemi docensévé, majd egyetemi tanárává nevezték ki. Mivel a tanszék egyik telephelye a Péterfy Sándor utcai Kórház baleseti központjában van, így annak szakmai igazgatójává is vált. Több külföldi (például USA, Belgium, Nagy-Britannia) egészségügyi gazdasági társaságnál konzultáns sebész.
1994-ben védte meg az orvostudomány kandidátusi, 2000-ben akadémiai doktori értekezését. Az MTA Klinikai Műtéti Tudományos Bizottságának tagja. 2013-ban az Akadémia levelező, 2019-ben pedig rendes tagjává választották. Akadémiai tevékenységén túl a Magyar Ortopéd Társaság (1997-ben), a Magyar Traumatológus Társaság (1999-ben) és a Magyar Artroszkópos Társaság (1996-ban) vezetőségi tagjává választották. A Magyar Ortopéd Társaságnak 2003 és 2005 között, a Magyar Artroszkópos Társaságnak 2010-ben elnöke volt. 2009 és 2011 között az Ortopéd Szakmai Kollégiumot is vezette. Számos tudományos szakfolyóirat szerkesztő-bizottságába is bekerült: Endoszkópia és minimal invazív terápia, The Knee, 'Arthoroscopy and Joint Surgery, Magyar Traumatológia Ortopédia, The Scientific World Journal. Több mint tíz szabadalma van. Publikációit magyar, angol és német nyelven adja közre.

## Díjai, elismerései
- Top Ten Medical Advances in 1996 (1996, USA)
- Dollinger Gyula-díj (2007)
- Markusovszky-díj (2007)
- Pest megye díszpolgára (2007)
- Prima díj (2011)
- Jendrassik-díj (2011)
- Gábor Dénes-díj (2015)
- Széchenyi-díj (2017)[3]

## Főbb publikációi
- Súlyos, körülírt térdízületi porckárosodások sebészi kezelésének új lehetősége (társszerző, 1994)
- Arthroscopic autogenous osteochondral mosaicplasty for the treatment of femoral condylar articular defects. A preliminary report' (első szerző, 1997)
- Treatment of osteochondritis dissecans of the talus: use of the mosaicplasty technique-a preliminary report (első szerző, 1997)
- Mosaicplasty for the treatment of articular cartilage defects: application in clinical practice (első szerző, 1998)
- Az ízületi porcdefektusok pótlása hyalin típusú porccal I-II.       (2000)
- Mosaicplasty for the treatment of articular defects of the knee and ankle (első szerző, 2001)
- Mosaicplasty for the treatment of osteochondritis dissecans of the talus: two to seven year results in 36 patients első szerző, 2001)
- Autologous osteochondral mosaicplasty for the treatment of full-thickness defects of weight-bearing joints: ten years of experimental and clinical experience (társszerző, 2003)
- Current concepts: treatment of osteochondral ankle defects (társszerző, 2006)
- Autologous osteochondral grafting - technique and long-term results (első szerző, 2008)
- Az ízületi porckárosodások sebészi kezelésének új lehetőségei (2013)